# Josep Lagares Gamero
Josep Lagares Gamero (Besalú, 1963) és un empresari gironí i mecenes musical i cultural. Enginyer Químic per l'Institut Químic de Sarrià, és el president de Metalquimia, empresa situada a Girona, de capital 100% familiar, dedicada a l'estudi de la Ciència i la Tecnologia de la carn, que exporta tecnologia de procés, amb més del 90% de les seves operacions en els mercats internacionals. Metalquimia ha rebut el Premi a la Internacionalització (2006), concedit pel setmanari econòmic Dossier Economic, el Premi Príncep Felip a l'Excel·lència Empresarial (2006/2007), i els Premis a la Tecnologia (1992 i 2001), concedits per la Generalitat de Catalunya. Lagares ha format o forma part de diferents juntes i consells d'importància a nivell nacional, com ho va ser formar part del jurat del Premi Príncep Felip a l'Excel·lència Empresarial (any 2008) o els Premis IMPULSA de la Fundació Príncep de Girona (anys 2010 i 2011).
L'any 2008 va ser l'impulsor i patrocinador de l'Orquestra Simfònica de Cobla i Corda de Catalunya, que des de la seva fundació ha editat dotze discos i ha actuat als Auditoris de Girona, Lleida, Olot, Figueres, Terrassa, Viladecans, Palau de la Música Catalana i Gran Teatre del Liceu a Barcelona, i altres. Així mateix, la SCCC ha protagonitzat els concertsde Nadal i Any Nou 2010, 2011, 2021, 2022 i 2023 de Televisió de Catalunya i ha estat mereixedora del Premi Enderrock al millor disc de música clàssica en les edicions 2017, 2018, 2019, 2021 i 2024. En el marc de l'activitat d'aquesta Orquestra, Josep Lagares va realitzar l'encàrrec de l'òpera contemporània Llull, sobre la figura de Ramon Llull, amb llibret de Jaume Cabré i música de Francesc Cassú. L'òpera es va estrenar a l'Auditori de Girona al novembre de 2018.
Al maig de 2009 va publicar el seu primer llibre Pla de vol: la gran Aventura de l'Empresa Familiar en col·laboració amb els autors Martí Gironell i Josep Tàpies. Al novembre de 2024 va publicar el seu segon llibre TIME-OUT : Creativació o Extinció, nosaltres triem…, on es presenten les metodologies de creativitat i innovació com a solució per sobreviure en un món ple de reptes exponencials.
Al setembre de 2009 va ser nomenat membre del Consell Català de Recerca i Innovació (en català CCRI Consell Català de Recerca i Innovació), un grup conformat per 14 experts internacionals del món acadèmic i empresarial la missió del qual és assessorar el Govern de la Generalitat de Catalunya sobre el Sistema català de Recerca i Innovació i la implementació de les seves polítiques.
En el període 2009 - 2013 va ser vicepresident de la Fundació Príncep de Girona, l'objectiu fundacional de la qual és aportar valor social a través de l'impuls, el suport i la promoció de la joventut en els àmbits de la iniciativa social, científico-tecnològica, cultural-esportiva i empresarial. Va ser President del Comitè Organitzador del Fòrum IMPULSA de la Fundació Príncep de Girona, avui Princesa de Girona, en les seves primeres quatre edicions 2010, 2011, 2012 i 2013. L'any 2013 va ser mereixedor del Premi AIJEC 2012 (Associació Independent de Joves Empresaris de Catalunya, en la categoria de Trajectòria Empresarial.
L'any 2010 va rebre el Premi Garrotxí de l'Any, atorgat pel Centre d'Iniciatives Turístiques d'Olot.
Així mateix, va formar part de l'equip Arizona 300-Way, que va aconseguir el rècord mundial de Grans Formacions en caiguda lliure al desembre de 2002 a Eloy (Arizona, els Estats Units), amb una formació de 300 paracaigudistes.
Des de 2014 és l'impulsor i el vicepresident de la Fundació Metalquimia, dedicada a promoure activitats culturals, socials, formatives i educatives.

## Publicacions
- Notícia publicada per la Cadena Ser sobre la primera reunió de la Fundació Príncep de Girona[Enllaç no actiu]